# Лінда Яніс Ігорович
Яніс Ігорович Лінда (рос. Янис Игоревич Линда; нар. 1 березня 1994, Набережні Челни, Татарстан, Росія) — російський футболіст, захисник.

## Життєпис
Вихованець челнінського КАМАЗу. Виступав за молодіжну команду московського «Локомотива». Розпочинав професіональну кар'єру в лискінському «Локомотиві». У професіональному футболі дебютував 19 травня 2014 року в переможному (3:1) домашньому поєдинку 27-го туру зони «Центр» Другого дивізіону Росії проти брянського «Динамо». Яніс вийшов на поле на 85-й хвилині, замінивши Едуарда Сагдієва. Деякий час перебував у системі тульського «Арсеналу», але виступав виключно за його фарм-команди. З 2018 до 2020 року грав у чемпіонаті окупованого Криму.
1 жовтня 2020 року уклав контракт із колективом білоруської вищої ліги «Городея». Дебютував за нову команду 17 жовтня у виїзному матчі проти «Німану» (1:0). Проте закріпитися в команді не вдалося, зіграв 4 матчі в еліті білоруського футболу, після чого залишив «Городею».
Наприкінці лютого 2021 року повернувся до фейкової «Кримтеплиця», у футболці якої на початку липня 2021 року й завершив футбольну кар'єру.